# Valbo tingslag
Valbo tingslag var före 1948 ett tingslag i Älvsborgs län och i Nordals, Sundals och Valbo domsaga. Tingslaget omfattade Valbo härad. Tingsplats var Tångelanda.
Tingslaget bildades 1680 och uppgick 1 januari 1948 i Nordals, Sundals och Valbo tingslag. 